# Charybdis

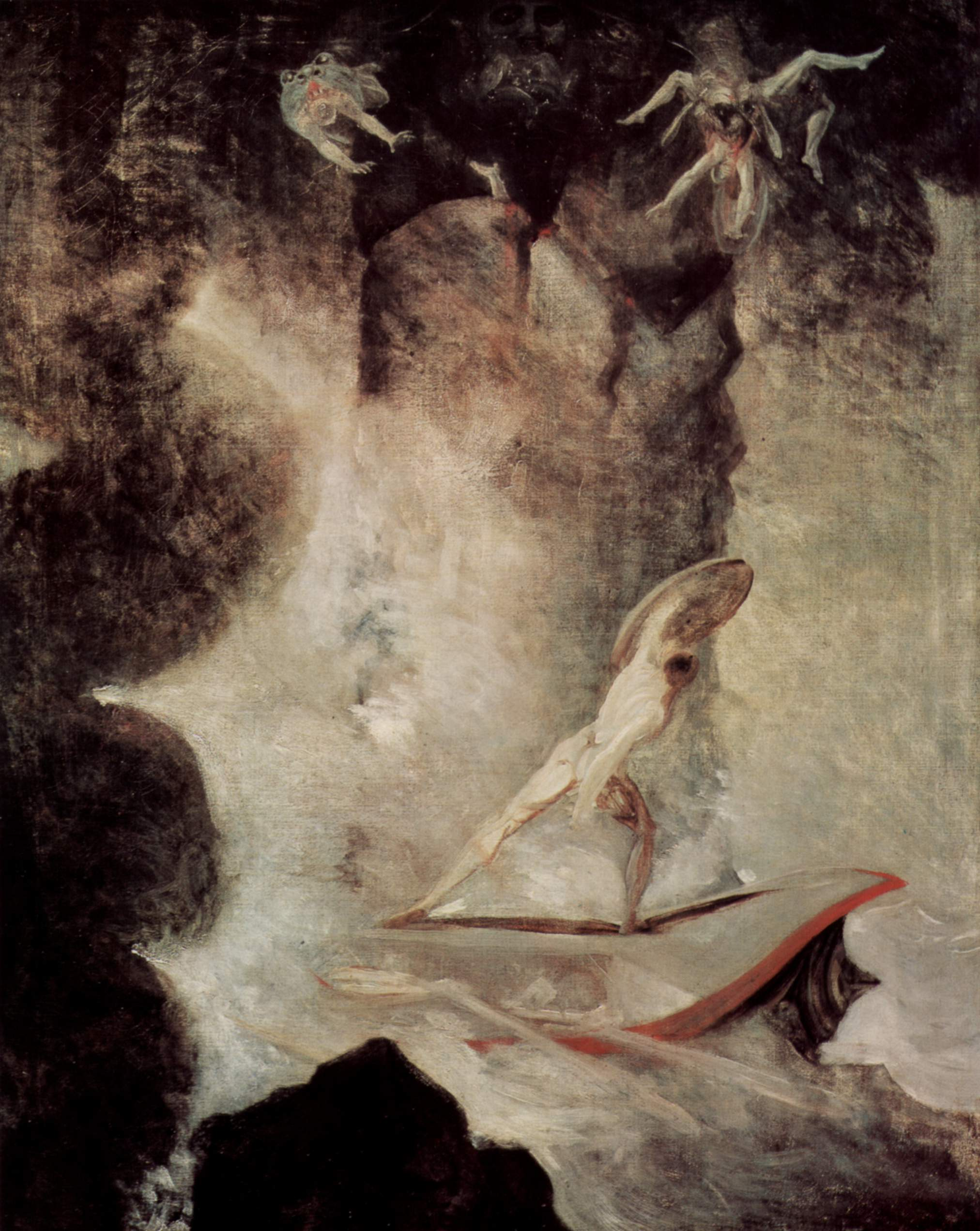
Odysseus zwischen Skylla und Charybdis, Johann Heinrich Füssli um 1794/96

Charybdis (altgriechisch Χάρυβδις Chárybdis) ist ein gestaltloses Meeresungeheuer aus der griechischen Mythologie, das gemeinsam mit der Skylla an einer Meerenge gelebt haben soll.

## Mythos
In Homers Odyssee haust das Ungeheuer Skylla auf dem größeren von zwei sich gegenüberstehenden Felsen der Meerenge und Charybdis unterhalb des kleineren Felsens, auf dem ein großer Feigenbaum steht. Charybdis saugt dreimal am Tag das Meerwasser ein, um es danach brüllend wieder auszustoßen. Schiffe, die in den Sog geraten, sind verloren, nicht einmal der Meeresgott Poseidon vermag diese Schiffe zu retten. Auf den Rat von Kirke meidet Odysseus die Charybdis, gerät dabei aber unweigerlich so nahe an Skylla heran, dass sie sechs der Gefährten tötet und frisst. Nach Verlassen von Thrinakia, der Insel des Helios, kommen die übrigen Gefährten bei einem Sturm ums Leben, da sie trotz eindringlicher Warnungen einige Rinder des Helios geschlachtet hatten. Odysseus wird, auf dem Kiel seines zertrümmerten Schiffs sitzend, zurück zur Meerenge getrieben. Als Charybdis das Schiff einsaugt, klammert er sich am Feigenbaum fest, bis es wieder ausgespien wird, und rudert auf den Trümmern mit den Händen davon.
In der Argonautensage segelt Iason mit der Argo unbeschadet zwischen Skylla und Charybdis hindurch, wobei er von Thetis und den Nereiden unterstützt wird. Nach anderen Versionen und auch gemäß Homers Odyssee segelten die Argonauten jedoch durch die Plankten, einen alternativen, nicht minder gefährlichen Weg.
Über die Herkunft der Charybdis gibt es nur die späte Nachricht, sie sei die Tochter des Poseidon und der Gaia. Als gefräßiges Weib habe sie die Rinder des Herakles geraubt, weshalb sie von einem Blitz des Zeus ins Meer verbannt wurde, ihre Gefräßigkeit dabei aber beibehielt.

## Verortung
Bereits in der Antike vermuteten viele Autoren Skylla und Charybdis – trotz der Bemerkung Homers, die Kirkeinsel Aiaia befinde sich beim täglichen Aufgang des Helios – an der Straße von Messina, wobei Charybdis auf sizilischer Seite bei Messene verortet wurde.

„Dieser Sund ist das Meer zwischen Rhegion und Messene, wo Sizilien vom Festland den kürzesten Abstand hat. Dies ist auch die sogenannte Charybdis, durch die Odysseus durchgefahren sein soll. Die Enge, wo die Wasser weiter Meere, des Tyrrhenischen und des Sizilischen, aufeinanderstoßen und Strömungen bilden, galt mit Grund als gefährlich.“

In der Aeneis wird das Zusammentreffen mit der Charybdis dementsprechend dadurch vermieden, dass Aeneas die Insel Sizilien umfährt.
Der norwegische Mönch Theodoricus Monachus hielt im 12. Jahrhundert Pentland Firth für die Meerenge von Scylla und Charybdis.

## Rezeption
In Schillers Ballade Der Taucher wirft der König einen Becher in den Schlund der Charybdis:
Der König spricht es und wirft von der Höh

Der Klippe, die schroff und steil

Hinaushängt in die unendliche See,

Den Becher in der Charybde Geheul.

„Wer ist der Beherzte, ich frage wieder,

Zu tauchen in diese Tiefe nieder?“
Auch Ludwig Fulda beklagt das Ungeheuer in seinem Vierzeiler Liegt Skylla links Charybdis rechts bereit … Hierbei thematisiert er die Gefahr des Menschen, vom rechten Weg abzukommen:
Liegt Skylla links Charybdis rechts bereit

was kann dem armen Erdenbürger glücken

der falsche Weg ist Meilen breit

der rechte schmäler als ein Messerrücken.

## Redewendung
In der Alltagssprache taucht Charybdis in der Redewendung „zwischen Skylla und Charybdis“ auf. Dies bezeichnet ein Dilemma (Zwickmühle), bei dem man vor der ausweglosen Wahl zwischen zwei Übeln steht oder zwischen zwei unumgehbaren Gefahren entscheiden muss. Es ist unmöglich, ohne Schaden aus diesem Dilemma herauszukommen.